# Казарма 20 км
Каза́рма 20 км (рос. Казарма 20 км) — селище у складі Орського міського округу Оренбурзької області, Росія.

## Населення
Населення — 30 осіб (2010; 19 у 2002).
Національний склад (станом на 2002 рік):
- казахи — 100 %